# 三宅勉
三宅 勉（みやけ つとむ、1880年1月12日 - 1972年5月3日）は日本の植物学者、植物病理学者である。宮部金吾とともに『樺太植物史』（1915年）を出版し、1910年から1940年の間は台湾総督府で植物病理学者として働いた。
東京府出身。札幌農学校で宮部金吾のもとで学んだ。1904年に卒業後、樺太庁の嘱託となり、樺太の植物を調査し、『樺太植物概報』（1907年）、『樺太植物史』（1915年）を執筆した。トウヒレン属のSaussurea nupuripoensisやイチリンソウ属のAnemone sachalinensis（和名、エゾノハクサンイチゲ）などを宮部とともに記載した。1910年から台湾総督府の技師として働き、糖業試験場、蔗苗養成所などで働き、中央研究所の植物病理科長などを務めた。サトウキビの病害の調査、バナナ・パイナップル・蜜柑などの果樹病害の研究を行った。

## 論文
- 三宅勉「樺太森林植物の分布に就きて」『札幌博物学会会報』第2号、札幌博物學會、1908年8月、93-102頁、NAID 120005712509。
- 平塚直秀、島袋俊一「琉球諸島産銹菌類に関する研究」『琉球大学農学部学術報告』第1号、琉球大学農学部、1954年4月、1-56頁、NAID 120003239594。